# Pulsatilla intermedia
Pulsatilla intermedia är en ranunkelväxtart som först beskrevs av Wilhelm Gottfried Lasch, och fick sitt nu gällande namn av G. Don fil.. Pulsatilla intermedia ingår i släktet pulsatillor, och familjen ranunkelväxter. Inga underarter finns listade i Catalogue of Life.